# Rubén Beloki
Rubén Beloki Irribarren, conocido como Beloki I (Burlada, Navarra, 8 de agosto de 1974) es un expelotari español que jugaba en la posición de zaguero y se puede considerar uno de los mejores pelotaris de la historia de este deporte.

## Inicios
Rubén nació en Burlada el 8 de agosto de 1974, su hermano Alberto Beloki también fue pelotari profesional, conocido como Beloki II, pero a diferencia de Rubén jugaba de delantero. 
Rubén tuvo un exitoso paso por aficionados, logrando el Campeonato de España individual en 1991 y 1992, tanto en competición por federaciones como en modalidad open. Culminó su paso por la categoría de aficionados obteniendo la Medalla de Oro en los Juegos Olímpicos de Barcelona en mano individual, donde la pelota vasca fue deporte de exhibición. 
En su localidad natal, Burlada, tiene una plaza con su nombre.

## Carrera profesional
Debuta como profesional en agosto de 1992, nada más participar en los Juegos Olímpicos y con 18 años de edad recién cumplidos. Ya antes de su debut se perfilaba como una de las futuras estrellas de la pelota a mano y lo cierto es no defraudó en su progresión ya que desde su paso a profesionales siguió acumulando gran cantidad de títulos. 
En su primera temporada completa, en 1993, participa en el  Manomanista de 2.ª Categoría y obtiene su primer título profesional. Al año siguiente debuta en el Campeonato manomanista y uno más tarde, en 1995 se hace con su primera txapela
En la actualidad acumula 4 campeonatos absolutos del manomanista (1995, 1998, 1999 y 2001), siendo el manomanista más joven en ganar la txapela con 20 años, así como dos del Campeonato de mano parejas (1996 y 2003), donde acumula cinco subcampeonatos.
Su retirada se produjo a finales de 2011 con 37 años de edad y tras 19 años de carrera profesional.

## Finales manomanistas
| Año      | Campeón  | Subcampeón | Tanteo | Fronton   |
| -------- | -------- | ---------- | ------ | --------- |
| 1995     | Beloki   | Errandonea | 22-15  | Atano III |
| 1998     | Beloki   | Eugi       | 22-13  | Atano III |
| 1999 (1) | Beloki   | Arretxe    | 22-9   | Atano III |
| 2000     | Eugi     | Beloki     | 22-13  | Atano III |
| 2001     | Beloki   | Eugi       | 22-8   | Atano III |
| 2002     | Barriola | Beloki     | 22-3   | Atano III |

(1) En la edición de 1999 se disputaron dos torneos por la falta de acuerdos entre las dos empresas de pelota mano, ASPE y Asegarce.

## Finales de mano parejas
| Año      | Campeones                    | Subcampeones             | Tanteo | Fronton   |
| -------- | ---------------------------- | ------------------------ | ------ | --------- |
| 1993-94  | Titin III - Arretxe          | Retegi II - Beloki       | 22-14  | Ogueta    |
| 1995-96  | Capellán - Beloki            | Etxaniz - Arretxe        | 22-18  | Atano III |
| 1999 (1) | Nagore - Errandonea          | Berasaluze VIII - Beloki | 22-17  | Atano III |
| 2001     | Olaizola I - Goñi III        | Alustiza - Beloki        | 22-13  | Atano III |
| 2003     | Koka - Beloki                | Olaizola II - Pascual    | 22-15  | Atano III |
| 2005     | Martínez de Irujo - Goñi III | Bengoetxea VI - Beloki   | 22-12  | Atano III |
| 2007     | Xala - Martínez de Eulate    | Olaizola I - Beloki      | 22-18  | Ogueta    |

(1) En la edición de 1999 se disputaron dos torneos por la falta de acuerdos entre las dos empresas de pelota mano, ASPE y Asegarce.

## Final del manomanista de 2.ª Categoría
| Año  | Campeón | Subcampeón | Tanteo | Frontón |
| ---- | ------- | ---------- | ------ | ------- |
| 1993 | Beloki  | Irazola    | 22-10  | Anoeta  |